# Parafia św. Jakuba w Szczyrku
Parafia św. Jakuba w Szczyrku – rzymskokatolicka parafia znajdująca się w Szczyrku. Należy do dekanatu łodygowickiego.
Erygowana w 1797. Zabytkowy drewniany kościół parafialny pochodzi z 1800 i ma wyposażenie barokowe. Do parafii należy również kościół Matki Boskiej Królowej Polski – Sanktuarium na Górce pochodzący z 1948 oraz kościół św. Apostołów Piotra i Pawła, budowany od 1983 roku, a także kaplica Najświętszego Serca Pana Jezusa w Górnym Szczyrku.

## Galeria

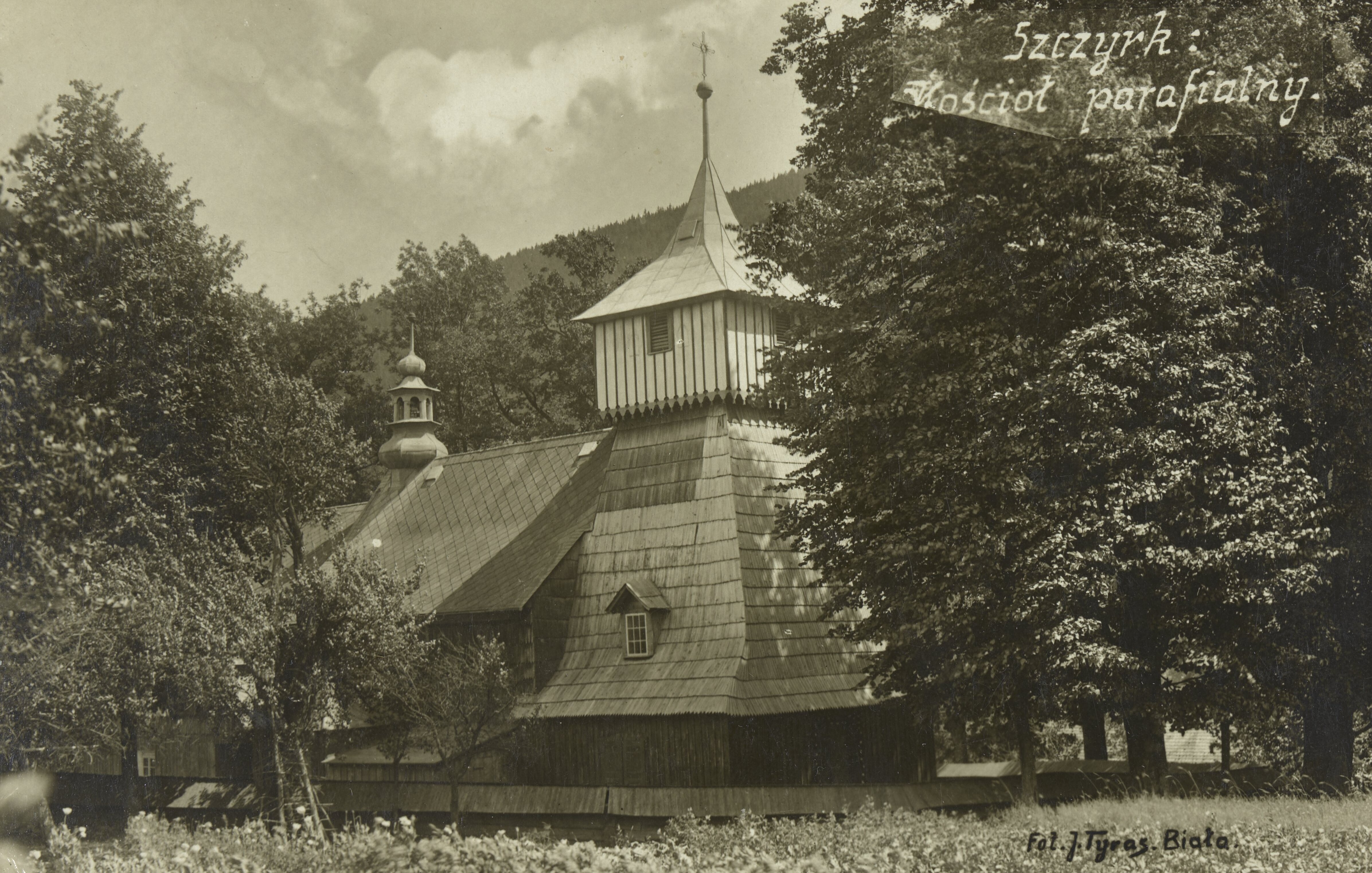
Sanktuarium św. Jakuba
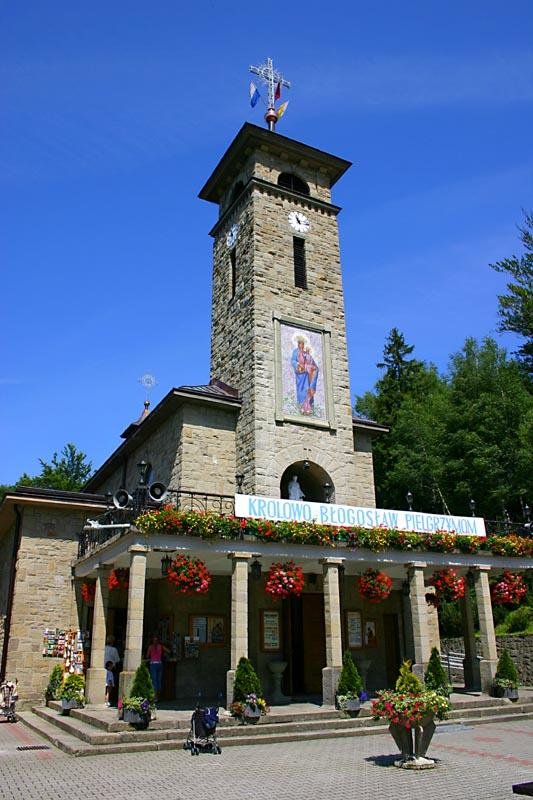
Sanktuarium Matki Bożej Królowej Polski
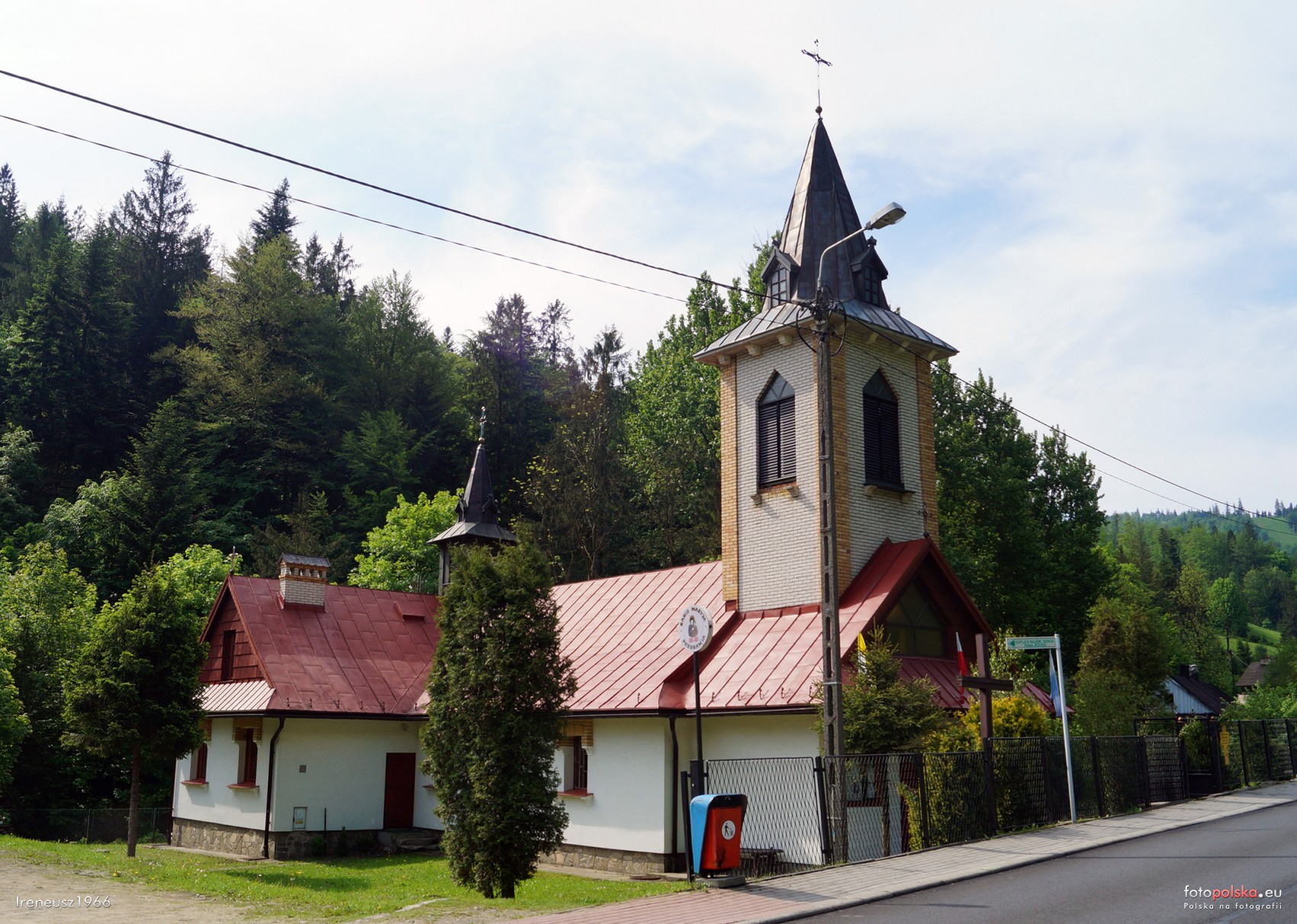
Kaplica Najświętszego Serca Pana Jezusa